# Château La Gaffelière
Le château La Gaffelière est un domaine viticole de 25 ha dont 22 ha de vignes situé à Saint-Émilion en Gironde. En AOC Saint-Émilion, il est classé Premier grand cru classé B dans le classement des vins de Saint-Émilion jusqu'en 2022, date à laquelle le domaine décide de se retirer de ce classement.

## Histoire du domaine
L'histoire du domaine est liée à celle de la famille Malet-Roquefort installée à Saint-Émilion depuis trois siècles. Selon le site en ligne du domaine, elle constitue la plus ancienne famille de la région de Saint-Émilion. L'actuel propriétaire est Léo de Malet-Roquefort, (né en 1933 dans cette commune).
Le château présente au travers de son architecture les goûts et les inspirations des nombreuses générations.

## Terroir
Le sol est argilo-calcaire sur un coteau exposé au sud, et des pieds de côte plus siliceux.

## Vin
L'encépagement est constitué à 65 % de merlot et à 35 % de cabernet franc.
La Gaffelière produit un second vin issu des jeunes vignes (moins de 25 ans) appelé Clos La Gaffelière.